# Irchonwelz
Irchonwelz is een dorp in de Belgische provincie Henegouwen, en een deelgemeente van de Waalse stad Aat.
Irchonwelz was een zelfstandige gemeente, tot die bij de gemeentelijke herindeling van 1977 toegevoegd werd aan de gemeente Aat.

## Geschiedenis
In de naam Irchonwelz zou Irchon staan voor "egel" ('hérisson' in het Frans), en welz voor voorde ('gué' in het Frans) over de Dender.
De site van Irchonwelz werd vanaf het begin van het neolithicum rond 5000 v.Chr. bewoond door bevolkingsgroepen afkomstig uit de Donauvallei. Bij opgravingen in het Denderbekken in 1978 werd een archeologische vindplaats ontdekt op de plaats "Bonne Fortune". Op basis van deze vondsten werd een typisch huis gereconstrueerd met de werktuigen van die tijd, dat kan worden bezocht op de Archeosite van Aubechies-Beloeil.

## Bezienswaardigheden
- De Brasserie des Géants, een brouwerij
- De Sint-Dionysiuskerk (Église Saint-Denis) is een classicistisch bouwwerk van 1779 waarin opgenomen enkele delen van een oudere kerk, zoals de noordelijke transeptarm van 1511 en muurresten van het koor.
- De Onze-Lieve-Vrouw-ten-Eikkapel (Chapelle Notre-Dame au Chêne), oorspronkelijk een kluizenarij, reeds in 1482 vermeld. De huidige kapel is van 1664.
- Het Kasteel van Irchonwelz (Château d'Irchonwelz) heeft een 13-eeuwse vestingmuur. Het huidige gebouw stamt voornamelijk uit de 17e en 18e eeuw.

## Natuur en landschap
Irchonwelz ligt aan de Westelijke Dender op een hoogte van 37 meter.

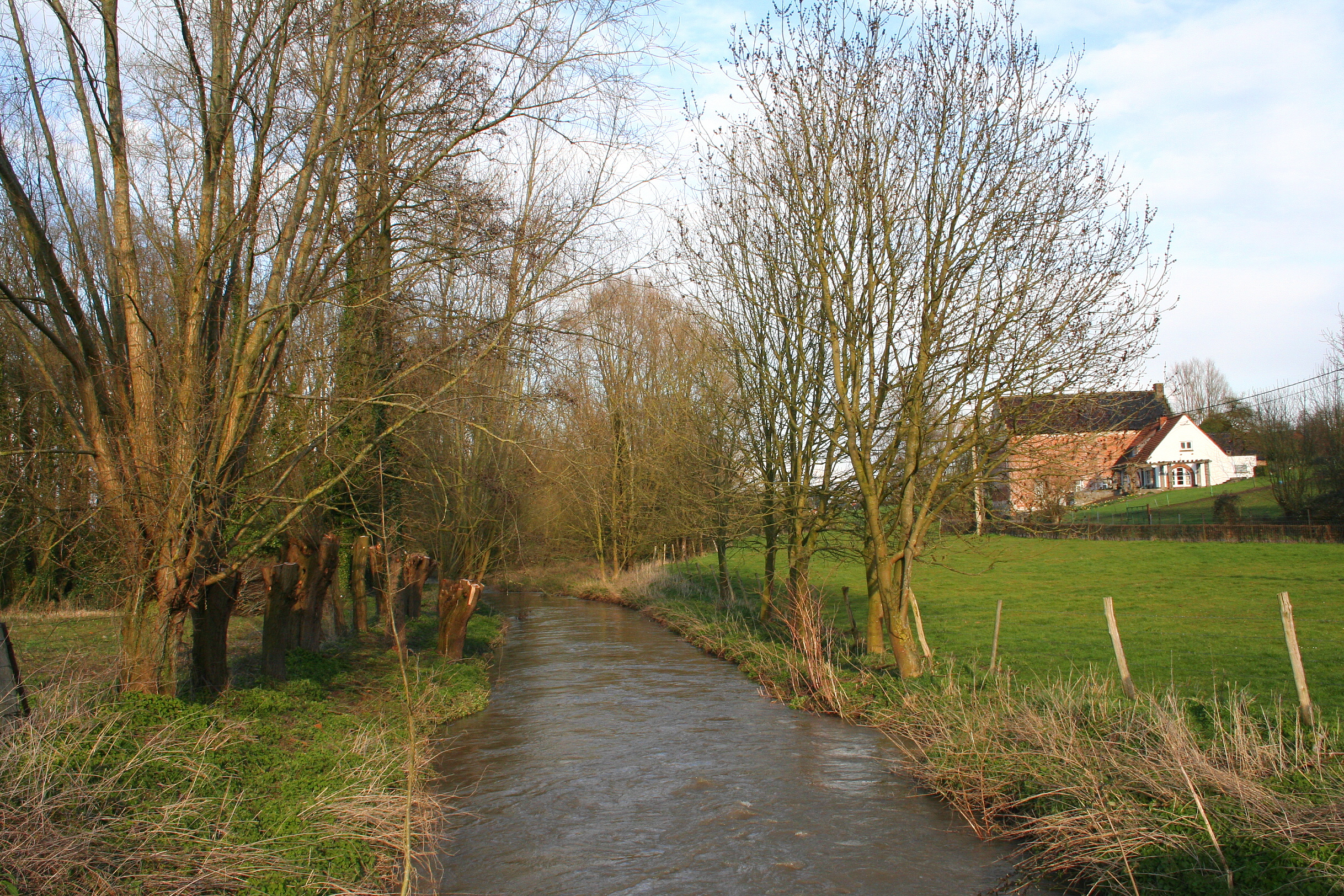
De Westelijke Dender

## Demografische ontwikkeling
- Bronnen:NIS, Opm:1831 tot en met 1970=volkstellingen, 1976= inwoneraantal op 31 december

## Nabijgelegen kernen
Aat, Villers-Saint-Amand, Villers-Notre-Dame